# Priscillian
Priscillian (lateinisch Priscillianus, deutsch auch Priszillian; * um 340 wahrscheinlich in der Provinz Lusitania; † 385 in Augusta Treverorum) war ein Theologe aus der römischen Provinz Hispania Tarraconensis und Bischof von Ávila. Er gründete eine religiöse Bewegung, die eine Erneuerung der Kirche durch den Heiligen Geist und strenge Askese für Priester und Laien befürwortete, wurde aber auch der Häresie beschuldigt. Auch aus politischen Gründen wurden er und einige Anhänger vor dem kaiserlichen Gericht der Zauberei angeklagt und 385 hingerichtet. Priscillian war der erste Christ, der wegen Häresie mit dem Tode bestraft wurde.
Es ist nicht immer möglich, Priscillians eigene Aussagen von den Vorwürfen seiner Gegner oder von denen der als „Priscillianisten“ bezeichneten Gruppen zu trennen. Priscillianisches Gedankengut bestand in Hispanien und Gallien trotz Verfolgung bis nach der Mitte des 6. Jahrhunderts fort, in Galicien sogar bis ins 7. Jahrhundert hinein.

## Leben

### Anfänge
Priscillian war ein reicher Laie aus einer vornehmen Familie, der sein Leben dem Studium gewidmet hatte. Als asketischer Mystiker betrachtete er das christliche Leben als ständiges Gespräch mit Gott. Ein Zitat des Apostels Paulus „Wisst ihr nicht, dass euer Leib ein Tempel des Heiligen Geistes ist?“ (1 Kor 6,19a ) wurde zum Leitgedanken seiner Theologie, die neben dem christlichen Glauben und den Werken der Liebe den Verzicht auf die Ehe und irdische Ehren sowie eine strenge Askese forderte, damit der Mensch Wohnung Gottes werden könne. Es war zum einen die Frage der Enthaltsamkeit in der Ehe, wenn nicht gar der Ehelosigkeit, weswegen er in Konflikt mit dem Klerus Nordspaniens und Südgalliens geriet, zum anderen die Bedrohung der Autorität der Kirche, die sein Einfluss und die wachsende Zahl seiner Anhänger darstellten.

### Der Streit um Priscillian
Priscillian wurden Zauberei, das Abhalten „unzüchtiger Orgien“ – trotz seiner strengen Askeseforderung – und gnostischer Dualismus vorgeworfen. Zudem fühlten sich viele Bischöfe, die seit der Christianisierung des Imperiums immer öfter aus der Oberschicht stammten und ein aristokratisches Leben führten, offensichtlich durch die asketische Lebensweise der Priscillianer provoziert. Die Vorwürfe beruhten auf Anklagen, die Bischof Hydatius von Emerita vorbrachte. Die Beschlüsse der Synode von Saragossa (Caesarea Augusta) vom 4. Oktober 380 sind erhalten. Unter den weniger bekannten von Priscillians Freunden waren zwei Bischöfe, Instantius und Salvianus, sowie Hyginus von Cordoba; sie und andere führende Anhänger Priscillians wurden im Oktober 380 vor die Synode der hispanischen und aquitanischen Bischöfe in Saragossa geladen und dort auf Betreiben des Ithacius von Ossonoba exkommuniziert, als sie dort nicht erschienen.
Nachdem Priscillian zum Bischof von Ávila gewählt worden war, erhob Bischof Ithacius von Ossonoba auch gegen ihn selbst Anklage wegen Häresie. Die Ankläger Priscillians waren allerdings schlecht beleumundet. Ithacius wurde (so Lietzmann) als „schamloser und sittlich verkommener Schwätzer bezeichnet“. Hydatius wurde wegen seines verschwenderischen Lebenswandels von seinem eigenen Presbyterium angeklagt. Dennoch wurden die priscillianischen Bischöfe von römischen Provinzialbeamten auf Grundlage des Manichäerediktes Kaiser Gratians aus ihren Ämtern entfernt und zogen nach Italien, um bei Damasus und Ambrosius von Mailand Unterstützung zu suchen. Diese wurde ihnen aber nicht gewährt; vielmehr stellte sich insbesondere Ambrosius gegen Priscillians asketische Lehre. In Macedonius, Gratians magister officiorum, fanden Priscillian und seine Anhänger allerdings einen mächtigen Unterstützer, der die staatlichen Maßnahmen gegen sie annullierte, so dass sie wieder in ihre Ämter zurückkehren konnten und Ithacius sogar wegen des Vorwurfs der Störung des Kirchenfriedens nach Gallien fliehen musste, von wo er weiter seinen Kampf gegen Priscillian führte.

### Verurteilung unter Magnus Maximus
Nach der Ermordung Gratians und der Usurpation des Magnus Maximus im Jahr 383 wendete sich das Blatt erneut. Da Priscillian aufgrund seiner Beziehung zu Macedonius als Parteigänger des gestürzten Kaisers denunziert werden konnte, erkannten seine innerkirchlichen Feinde ihre Chance, und eine neue Untersuchung gegen Priscillian wurde auf der Synode in Bordeaux angeordnet. Priscillian entzog sich dem Verfahren und appellierte direkt an Maximus. Das Verfahren wurde in Trier fortgesetzt, wo Maximus residierte. Hydatius von Emerita, Rufus von Metz und Britto von Trier erhoben Anklage gegen Priscillian wegen Manichäismus und Häresie.
Martin von Tours setzte sich zunächst erfolgreich für die Angeklagten ein, dann in seiner Abwesenheit kam es 385 zum Todesurteil wegen Zauberei und zur Hinrichtung des Priscillian. Dies war das erste Mal, dass christliche Kleriker auf Drängen anderer Christen hingerichtet wurden. Bis zu diesem Zeitpunkt war die höchste Kirchenstrafe die Exkommunikation, die weltliche Konsequenz daraus Verbannung gewesen. Die Verurteilung Priscillians wurden auf der Synode von Trier im selben Jahr bestätigt. Papst Siricius, Ambrosius von Mailand und Martin von Tours protestierten gegen das Vorgehen, über Glaubensstreitigkeiten vor einem weltlichen Gericht zu entscheiden und damit einer staatlichen Verfolgung von Häretikern Tür und Tor zu öffnen. Damit sorgten sie dafür, dass sich die Verfolgung in Grenzen hielt.
Die lang vorherrschende Beurteilung Priscillians als Häretiker und Manichäer stützte sich auf Augustinus von Hippo, Turibius von Astorga, Leo den Großen und Paulus Orosius, der ein Fragment eines Briefs von Priscillian zitierte, obwohl sich auf dem Konzil von Toledo im Jahr 400, als sein Fall mit dem Toletanischen Glaubensbekenntnis wieder aufgerollt wurde, herausstellte, dass der schwerste Vorwurf gegen ihn auf einem sprachlichen Missverständnis beruhte: Er war u. a. verurteilt worden, weil er das Wort innascibilis (etwa „nicht erzeugbar“) in einem bestimmten Zusammenhang angewandt hatte; dieser Kontext war aber nicht berücksichtigt worden. Dennoch sagten sich eine Reihe priscillianistischer Bischöfe unter Druck von ihm los, um die kirchliche Einheit nicht zu gefährden.

## Lehre
Einige Schriften Priscillians wurden verboten, andere wurden als orthodox anerkannt. Er teilte zum Beispiel die Paulinischen Briefe (den Hebräerbrief eingeschlossen) in Textabschnitte gemäß ihren theologischen Inhalten und schrieb zu jedem Abschnitt eine Einleitung. Diese Version des Corpus Paulinum überdauerte in Form der Ausgabe des Peregrinus (Vinzenz von Lerinum). Diese Briefe enthalten die Forderung nach einem Leben in persönlicher Frömmigkeit und Askese, einschließlich Ehelosigkeit und strikter Abstinenz vom Fleisch- und Weingenuss. Sklaverei sei von Jesus von Nazaret abgeschafft, die Gleichstellung der Geschlechter geboten worden.
Nach Hans Lietzmann ist Priscillian der Verfasser einer Anzahl von Traktaten. Eine Zusammenstellung von 92 Canones stelle die paulinischen Leitgedanken dar, die für ihn zu einem asketischen Radikalismus führte. Die Gliederung der Briefe in durchlaufende Abschnitte sei auch heute noch erhalten. Priscillian habe Cyprian und Hilarius gelesen, diese aber nicht theologisch reflektiert.
Priscillian und seine Anhänger nahmen Frauen gleichberechtigt auf, die als spiritales und abstinentes organisiert wurden. Das Studium der Heiligen Schrift war laut Priscillian für Christen verbindlich. Er legte dabei beachtliches Gewicht auf Schriften, die heute zu den Apokryphen gezählt werden. Priscillian lebte offenbar konsistent nach seiner eigenen Lehre, denn es schlossen sich früh mindestens zwei Bischöfe, Instantius und Salvian, seiner Gemeinschaft an, beeindruckt von seiner Lebensweise. Später kam Hyginus von Cordoba hinzu, und Symposius von Astorga stand der Bewegung zumindest wohlwollend gegenüber.

## Nachleben
Ungeachtet der Maßnahmen, die gegen sie ergriffen wurde, breitete sich die Lehre Priscillians in Spanien und Gallien weiter aus, wobei nicht immer klar ist, ob bestimmte Personen zu Recht als Priscillianer bezeichnet wurden. Im Jahr 412 wurden Lazarus, Bischof von Aix-en-Provence und Herod, Bischof von Arles, unter der Anklage des Manichäismus bzw. Priscillianismus abgesetzt. Proculus, der Metropolit von Marseille und die Metropoliten von Vienne und Narbonensis II sollen ebenfalls zu den Anhängern der Lehre, wegen der Priscillian hingerichtet worden war, gezählt haben.
Jahrzehnte später wurden zwei Synoden abgehalten, um den Priscillianismus zu bekämpfen; die eine 446 von Turibius von Astorga, die andere 447 in Toledo. Erneut wurde die Lehre des Priscillian durch die zweite Synode von Braga 563 zur Häresie erklärt, ein Indiz dafür, dass die priscillianische Häresie auch unter den Westgoten noch lange existierte.
Priscillian wurde besonders in Gallaecia (dem heutigen Nordportugal, Galicien, Asturien und dem Norden der Provinz León) lange als Märtyrer verehrt. Einzelne Forscher behaupten, die im 8. Jahrhundert in der heutigen Jakobsweg-Pilgerstätte Santiago de Compostela gefundenen Reliquien seien in Wahrheit die Gebeine Priscillians. Als weitere mögliche Orte für den Verbleib der Reliquien Priscillians wurden auch Santa Eulalia de Bóveda (Lugo), die Iglesia Románica de San Vicente (Ávila), das Monasterio de San Dictinio (Astorga) und die Iglesia Santa Cruz in Cangas de Onís (Asturien) genannt.
Die Forschung ging lange davon aus, dass alle Schriften von Priscillian verschwunden seien, bis 1885 Georg Schepss in Würzburg elf originale Schriften entdeckte, die danach im Vienna Corpus veröffentlicht wurden. Obwohl sie Priscillians Namen tragen, können sie auch von einem seiner Anhänger geschrieben worden sein. „Sie enthalten nichts, was nicht orthodox oder Gemeinplatz ist, nichts, das Hieronymus nicht auch geschrieben haben könnte.“ Schepps ging also davon aus, dass Priscillian in Wahrheit kein Häretiker gewesen sei. Interessierte Historiker und die Volkstradition haben auch aufgrund dieses Falles die Schwarze Legende des angeblichen spanischen Fanatismus begründet.